# ایان چاپمن (دوچرخه‌سوار)
ایان چاپمن (انگلیسی: Ian Chapman؛ زادهٔ ۲۱ دسامبر ۱۹۳۹) دوچرخه‌سوار اهل استرالیا است. وی در بازی‌های المپیک تابستانی ۱۹۶۰ شرکت کرده است.